# Statue équestre de Louis Botha (Pretoria)
La statue équestre de Louis Botha est un monument situé au centre de Pretoria en Afrique du Sud. Il rend hommage au général Louis Botha (1862-1919), un fermier et général boer, qui a joué un rôle majeur dans la seconde guerre des Boers et dans la fondation de l'union d'Afrique du Sud. Premier chef de gouvernement d'Afrique du Sud de 1910 à 1919, Louis Botha fut aussi l'un des signataires du traité de Versailles.
Œuvre de Coert Steynberg, la statue équestre en bronze de Botha fut commandée en 1939 et érigée à son emplacement actuel en 1946.  

## Descriptif
Juchée sur un haut piédestal, la statue représente le général Louis Botha, sur son cheval, en tenue de soldat boer, tenant des jumelles dans sa main droite.  

### Les bas reliefs
Sur le socle figurent 6 bas-reliefs illustrant la vie de Louis Botha.

## Localisation
La statue est située en bas de l'esplanade des jardins, située devant les Union Buildings à Pretoria.

## Historique
Le monument équestre à Louis Botha a été conçu par l'architecte John S. Cleland et dévoilé devant le siège du gouvernement sud-africain le 15 novembre 1946 par Helena de Waal, la fille aînée de Louis Botha. 
Le sculpteur de la statue, Coert Steynberg, a été également l'auteur des panneaux en bronze situés sur les côtés du piédestal.
Du fait de sa situation face au siège du gouvernement, la statue de Louis Botha devient avec le temps le point de rassemblement des manifestations en tout genre,.  
À l'instar de nombreux monuments sud-africains représentatifs de l'histoire des Afrikaners, le maintien sur son site actuel de cette statue est remis en question par les mouvements panafricanistes tels que celui de Julius Malema au motif qu'elle représenterait un symbole de l'apartheid et plus généralement de la domination blanche sur l'Afrique du Sud.